# Ondrašová
Ondrašová (Hongaars: Turócandrásfalva) is een Slowaakse gemeente in de regio Žilina, en maakt deel uit van het district Turčianske Teplice.
Ondrašová telt 56 inwoners.